# Sportinternat Bad Sooden-Allendorf
Das Sportinternat Bad Sooden-Allendorf befand sich in Bad Sooden-Allendorf in Nordhessen. Gegründet im Jahr 1971 bot es jungen Leistungssportlern die Möglichkeit, Schule, Leistungssport und Persönlichkeitsentwicklung miteinander zu verknüpfen.
Im Dezember 2017 meldete das Sportinternat Insolvenz an. Seitdem findet kein Internatsbetrieb mehr statt, die Gebäude stehen leer. Trotz Spekulationen über eine Weiternutzung etwa als inklusives Wohnprojekt ist die Zukunft aktuell (Stand: April 2022) unklar.

## Schulische Ausbildung
Alle Bewohner des Internats besuchten die angrenzende staatliche Rhenanus-Schule. Dort wurden die Internatsschüler in die bestehenden regulären Klassen und Kurse integriert und hatten die gleichen schulischen Anforderungen zu bestehen wie alle anderen Schüler.

## Bekannte ehemalige Schüler
- Annika Becker (* 1981), Leichtathletik
- Rudolph Brückner (* 1955), Leichtathletik, Fußballmoderator
- Alexandru Bulucz (* 1987), Leichtathletik, Basketball
- Ulysses Hammelstein (* 1975), Leichtathletik
- Franziska Heiß (* 1996), Leichtathletik
- Klaus Isekenmeier (* 1975), Leichtathletik
- Holger Klose (* 1972), Leichtathletik
- Masaki Morass (* 1979), Fußball, Fußballtrainer
- Gerd Nagel (* 1957), Leichtathletik
- Peter Schomers (* 1962), Basketball, Basketballtrainer
- Gerald Wagener (* 1961), Leichtathletik, Bobsport, Unternehmer
- Bettina Wagner (* 1980), Gewichtheben